# Takarai Kikaku

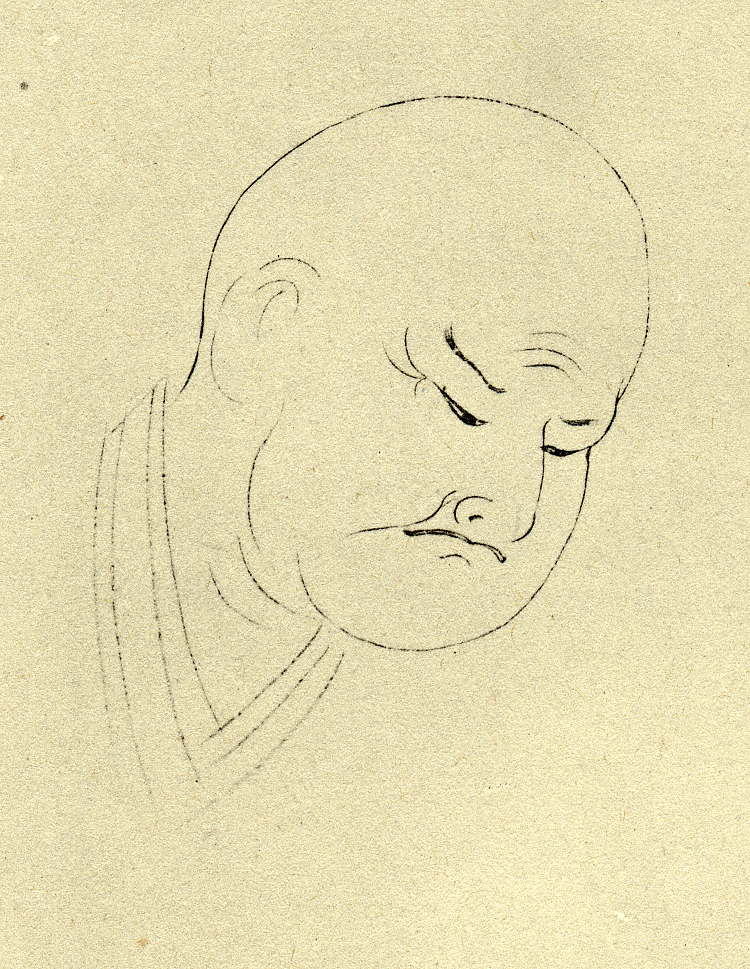
Porträt Takarai Kikakus von Oguri Kanrei

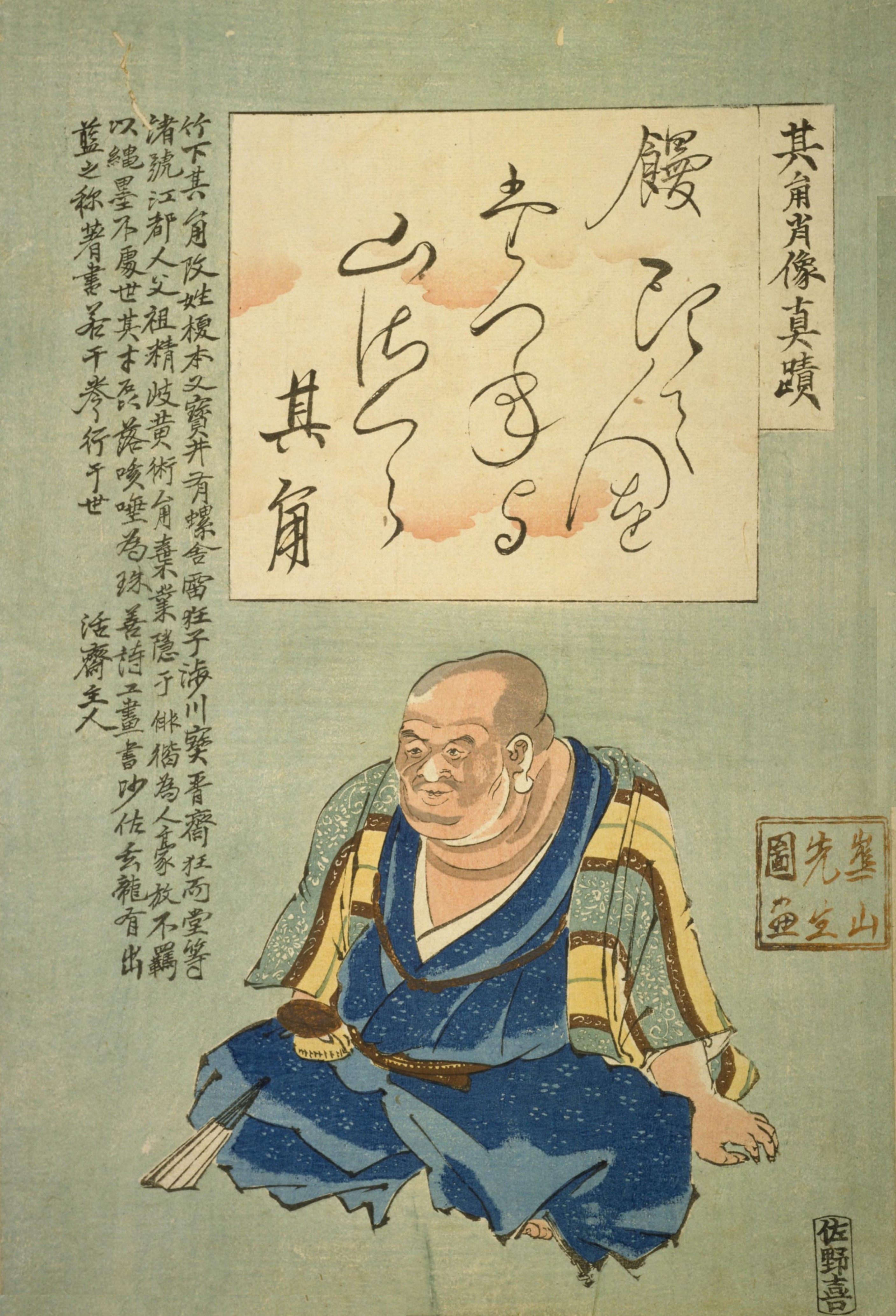
Takarai Kikaku
(Watanabe Kazan, posthum)

Takarai Kikaku (jap. 宝井 其角; * 11. August 1661 in Katata (Provinz Ōmi); † 1. April 1707) war ein japanischer Haikai-Dichter.

## Namen
Sein ursprünglicher Familienname war Enomoto (榎本 oder 榎下). Sein Vater hatte den Familiennamen Takeshita (竹下) und sein wirklicher Vorname war Tadanori (侃憲). Als Pseudonyme verwendete unter anderen Shinshi (晋子), Hōshinsai (宝晋斎), Shōsen (渉川), Rasha (螺舎) und Kyōraidō (狂雷堂).

## Leben und Werk
Takarai Kikaku begann im Alter von etwa 15 Jahren mit dem Studium der Haiku-Poesie bei Matsuo Bashō, und etwa zur gleichen Zeit studierte er Dichtkunst und chinesische Klassiker bei Osho? Oshō? (大顛 和尚), Medizin bei Kusakari Mitsukoshi (草刈 三越), Kalligrafie bei Sasaki Genryū (佐々木 玄竜) und Malerei bei Ei Ichichō (英 一蝶).
Takarai war ein frühreifes und begabtes Kind und von Anfang an eine zentrale Figur unter den Bashō-Schülern und gab zwei Gedichtsammlungen aus dessen Schule heraus: Minashiguri (虚栗; 1683) und Sarumino (猿蓑; 1691). Dennoch war die Beziehung zu seinem Lehrer offensichtlich angespannt, der sich an dem extravaganten und komplizierten „städtischen“ Dichtungsstil seines Schülers störte und ihn in seinem letzten großen Werk Oku no hosomichi mit keinem Wort erwähnte. Dessen ungeachtet war Takarai zum Ende seines Lebens einer der angesehensten Dichter in Edo.
Wie in einem seiner Haiku zu lesen ist „Seit ich fünfzehn war, habe ich Alkohol getrunken. Heute ist Mond.“ trank Kikaku schon in jungen Jahren gern, und es scheint, dass er ein ziemlich starker Trinker war. Ein anderer Haiku lautet: „Auch bei viel Sake passe ich das meinen Bewegungen an“. In der Haiku-Sammlung „Hanami-guruma“ (花見車) kann man lesen, „dass er zu viel Sake getrunken hatte, als Danjūrō auftrat, und er dann nackt herumlief.“ Wenn man liest, scheint es, als ob es wegen des Alkohols einige komisch Situationen gab.
Es ist bekannt, dass Bashō den Haiku „Wenn ich mit Morgengesicht frühstücke, bin ich ein Mann“ schrieb, eine Abwandlung eines Haiku von Kikaku ist, und ihn davor warnte, zu viel zu trinken. Wegen seiner extravaganten Persönlichkeit gibt es viele Anekdoten über Kikaku. Ōtaka Gengo (大高 源吾), einer 47 Rōnin, der sich als Verkäufer von Rußbambus verkleidet hatte, ist berühmt für seinen auf Takarai gemünzten anekdotischen Haiku „Das Ende des Jahres, der Fluss des Wassers und der menschliche Körper“. Damit galt er als ideale Edo-Person.
Nach dem Urteil des japanischen Literaturwissenschaftlers Kotani Yukio war Kikaku „ein Trinker und Improvisator mit großmütigem, heiterem Naturell und doch begabt mit Scharfblick und Tiefsinn.“